# La Coopération agricole
Ne doit pas être confondu avec CoopFR.
La Coopération agricole (anciennement Coop de France) est un syndicat et une association loi de 1901 de défense des intérêts des coopératives agricoles françaises. Ses objets[Lesquels ?] consistent notamment à promouvoir les intérêts coopératifs agricoles auprès des pouvoirs publics français et des institutions européennes.

## Histoire
En 1966, la Confédération générale de la coopération agricole et la Fédération nationale de la coopération agricole, deux mouvements créés en 1947 à la sortie de la guerre fusionnent sous l'intitulé de Confédération française de la coopération agricole (CFCA). 
La CFCA devient « Coop de France » lors d'une assemblée générale tenue en décembre 2003. Elle représente les intérêts de coopératives agricoles auprès des pouvoirs publics français et européens, des médias et sociétés civiles et s'efforce promouvoir le modèle coopératif en valorisant son action économique. 
Lors de son congrès de décembre 2019, elle adopte le nom « La Coopération agricole », et la devise « Construisons en commun l’avenir de chacun ».
La Coopération agricole représente en 2020 environ 2 000 coopératives françaises du monde agricole. Elle est une association régie par la loi de 1901.

## Activités de lobbying en France et auprès de l'Union européenne

### En France
La Coopération Agricole déclare à la Haute Autorité pour la transparence de la vie publique exercer des activités de lobbying en France pour un montant qui n'excède pas 200 000 euros sur l'année 2019.

### Auprès des institutions de l'Union européenne
La Coopération Agricole est inscrit depuis 2008 au registre de transparence des représentants d'intérêts auprès de la Commission européenne. Elle déclare en 2018 pour cette activité 2 collaborateurs à temps plein et des dépenses d'un montant compris entre 100 000 et 200 000 euros.